# Clara Brockmann
Clara Pauline Dorothea Johanna Brockmann (* 29. Januar 1883 in Gadebusch; † 28. November 1955 in Hamburg), auch bekannt unter den Pseudonymen Marianne Westerlind oder Marianne Brockmann, war eine deutsche Schriftstellerin und Journalistin.

## Leben
Clara Brockmann wurde als Tochter des Amtsregistrators, -sekretärs und Kirchenprovisors Carl Friedrich Emil Brockmann (1838–1912) und dessen Frau Emma (Sophia Margarethe), geb. Fiedler (1839–1902), in Gadebusch geboren. Zum Zeitpunkt der Volkszählung in Mecklenburg-Schwerin von 1890 lebten sie und ihre Mutter in Wismar, wo beide im Fürstenhof wohnten. Von 1907 bis 1911 lebte sie in Deutsch-Südwestafrika (heutiges Namibia) und arbeitete im Büro des Gouverneurs von Windhoek. Sie war Mitglied des Frauenbundes der Deutschen Kolonialgesellschaft.
Noch während ihrer Zeit in Deutsch-Südwestafrika im Jahr 1910 veröffentlichte sie ihr erstes Buch, Die deutsche Frau in Südwestafrika. Ein Beitrag zur Frauenfrage in unseren Kolonien. Sie veröffentlichte Romane und Theaterstücke bis in die 1950er Jahre. Sie starb 1955 in Hamburg.

## Themen
Ihre Frühwerke Die deutsche Frau in Südwestafrika und Briefe eines deutschen Mädchens aus Südwest sind der Mädchenkolonialliteratur zuzuordnen. Sie zählt zu den wichtigsten Vertreterinnen der Gattung und ist unter ihnen eine der wenigen Autorinnen, die selbst in den deutschen Kolonien gelebt haben.
Brockmann sah im Leben als Siedlerin in den Kolonien mehr Möglichkeiten eines freien und emanzipierten Lebens für Frauen. In Die deutsche Frau in Südwestafrika. Ein Beitrag zur Frauenfrage in unseren Kolonien schreibt sie, die Rückkehr nach Deutschland nach ihrem Leben in Deutsch-Südwestafrika sei ein Rückschritt gewesen: „Ich passe auch so wenig in diese engen Verhältnisse in Deutschland hinein, wo man jede Abweichung von der Norm als fixe Idee behandelt.“ Gleichzeitig hätten deutsche Frauen in den Kolonien die Verantwortung, deutsche Familien zu gründen und so Mischehen vorzubeugen: „Die Anwesenheit der Frau ist geboten in Rücksicht auf die Reinerhaltung der Rasse und dadurch auf Entwicklung und Erstarkung unseres Deutschtums.“
Indigene Menschen werden in Die deutsche Frau in Südwestafrika als kindlich, faul und gewalttätig dargestellt, um die kolonialen Machtstrukturen zu rechtfertigen, und sollten von der Zivilisierungsarbeit weißer Siedler profitieren. Brockmann schreibt, Schwarze Menschen „brauchen Strenge und verlangen Autorität“, seien entmenschlichte Tiere und die Herero seien ein „schmutziges zerlumptes Volk“.

## Werke
- Die deutsche Frau in Südwestafrika. Ein Beitrag zur Frauenfrage in unseren Kolonien. 1910.
- Briefe eines deutschen Mädchens aus Südwest. 1912.
- Du heiliges Land! Roman aus den Diamantfeldern Südwestafrikas. 1914.
- Das Heiratsgesuch. Roman. Unter Pseudonym veröffentlicht. 1919.
- Der Flug zur Sonne. Ein Buch von Musik und Liebe. Unter Pseudonym veröffentlicht. 1919.
- Das Gespenst vom grauen Haus. Roman. Unter Pseudonym veröffentlicht. 1920.
- Zweikampf. Der Roman einer Ärztin. Unter Pseudonym veröffentlicht. 1920.
- Die Perlen der Tänzerin. Der Liebesroman einer höheren Tochter. Unter Pseudonym veröffentlicht. 1921.
- Muß Liebe sterben? Die Geschichte einer Ehe. Roman. Unter Pseudonym veröffentlicht. 1921.
- Paradiesvögel. Kriminalroman. Unter Pseudonym veröffentlicht. 1928.
- Buschgift. Kriminalroman. Unter Pseudonym veröffentlicht. 1936.
- Dagi, wo irrst du hin? Ein fröhliches Spiel um einen berühmten Mann. Unter Pseudonym veröffentlicht. 1936.
- Das Streichquartett. Kriminalroman. Unter Pseudonym veröffentlicht. 1936.
- Diamantenfieber. Roman aus dem ehemaligen Deutsch-Südwest-Afrika. Unter Pseudonym veröffentlicht. 1937.
- Die Nacht der Doris Schlegel. Roman. Unter Pseudonym veröffentlicht. 1937.
- Schicksal im Osten. Roman. Unter Pseudonym veröffentlicht. 1937.
- Unsterblicher Mozart. Roman. Unter Pseudonym veröffentlicht. 1938.
- Klingende Seele. Schauspiel. Unter Pseudonym veröffentlicht. 1940.
- Auf dem Motorrad nach Marokko. Ein abenteuerlicher Tatsachenbericht. Unter Pseudonym veröffentlicht. Mit Illustrationen von H. Lange. 1942.
- Was eine Braut erleben kann. Roman. Unter Pseudonym veröffentlicht. 1953.